# 野中“まさ”雄一
野中“まさ”雄一（のなか まさ ゆういち、6月27日 - ）は、日本の作曲家、編曲家。神奈川県出身。プレイヤーとしてはドラムスを中心にキーボードなどを演奏。

## 略歴
専門学校東京ミュージックアンドメディアアーツ尚美（現：尚美ミュージックカレッジ専門学校）卒業。中学校や高校では吹奏楽部に所属し、パーカッションを担当したこと、幼少の頃からMacintoshを中心にコンピュータに対する造詣が深かったことなどが、この道に進むきっかけとしてあげられる。2015年、日本の編曲者年間売り上げランキング1位（オリコン調べ）。2020年現在、演奏・作曲活動の他、AKB48グループで最多楽曲数の編曲を手掛け、メインアレンジャーの1人となる。

## 人物
非常に明るい性格で、バンドなどではお笑い担当になることも多い。
初期の作品において、ミドルネームの部分の表記にブレが見られた。「野中<マサ>雄一」、「野中<MASA>雄一」などの他、ミドルネームの部分がないこともあった。近年は本記事のタイトルにも使用しているもの（ミドルネーム部分を全角のダブルクォーテーションでくくる表記）に統一されつつあり、本人の公式ページでもこの表記が使われている。

## 作品

### 作曲および編曲（ドラマ、映画など）
| ジャンル | 作品名                                                            | 担当範囲等                                                    |
| -------- | ----------------------------------------------------------------- | ------------------------------------------------------------- |
| CM       | アコム マイペース篇                                               | 楽曲アレンジ                                                  |
| CM       | アサヒビール 焼酎大五郎                                           | 楽曲アレンジ                                                  |
| CM       | アサヒ飲料 シトルリンウォーター                                   | 演奏                                                          |
| 映画     | DOCUMENTARY of AKB48                                              | 作曲およびアレンジ                                            |
| 映画     | ねこタクシー                                                      | 作曲およびアレンジ                                            |
| 映画     | ユメ十夜〜第七夜                                                  | 作曲およびアレンジ                                            |
| 映画     | 幼獣マメシバ                                                      | 主題歌/劇伴の作曲アレンジおよび出演                           |
| 映画     | マメシバ一郎                                                      | 作曲およびアレンジ                                            |
| 映画     | くろねこルーシー#映画                                             | 作曲およびアレンジ                                            |
| 映画     | 私の奴隷になりなさい                                              | 主題歌/挿入歌の作曲およびアレンジ                             |
| 映画     | 劇場版 山崎一門〜日本統一〜                                       | 主題歌のアレンジ                                              |
| ドラマ   | 連続TVドラマ「犬飼さんちの犬」                                    | 主題歌アレンジ、劇伴作曲および出演                            |
| ドラマ   | 連続TVドラマ「ねこタクシー」                                      | OP/EDアレンジおよび劇伴作曲                                   |
| ドラマ   | 連続TVドラマ「幼獣マメシバ」                                      | OP/EDアレンジ、劇伴作曲および出演                             |
| ドラマ   | 連続TVドラマ「ネコナデ」                                          | OP/EDアレンジ、劇伴作曲および出演                             |
| ドラマ   | くろねこルーシー                                                  | OP/EDアレンジおよび劇伴作曲アレンジ                           |
| アニメ   | 落語天女おゆい                                                    | EDアレンジおよびキャラクターソングアレンジ                    |
| アニメ   | R-15                                                              | OP/ED作編曲含む音楽全般                                       |
| アニメ   | BLUE DRAGON 天界の七竜                                            | 主題歌アレンジ                                                |
| アニメ   | 真マジンガー 衝撃! Z編                                            | EDテーマアレンジ                                              |
| アニメ   | つよきす Cool×Sweet                                               | 作曲およびアレンジ                                            |
| アニメ   | えびてん 公立海老栖川高校天悶部                                   | 主題歌/劇伴の作曲アレンジ                                     |
| アニメ   | AKB0048                                                           | OP及び最終話EDの編曲                                          |
| アニメ   | 3ねんDぐみ ガラスの仮面                                           | 音楽全般                                                      |
| アニメ   | やさ村やさしのやさしい世界                                        | 音楽全般                                                      |
| アニメ   | キュートランスフォーマー アニメ放送1周年記念スペシャルイベントDVD | クリフのキャラクターソング （ディレクション・編曲・ミックス） |
| アニメ   | 超・少年探偵団NEO                                                 | 音楽全般および主題歌アレンジ                                  |
| アニメ   | シルバニアファミリー フレアのハッピーダイアリー                   |                                                               |
| テレビ   | きょうの料理 谷原章介のザ・男の食彩                               | 音楽全般                                                      |
| テレビ   | きょうの料理 栗原はるみの定番ごはん                               | 音楽全般                                                      |
| MV       | ダイアクロン                                                      | 音楽全般                                                      |

### 作曲および編曲（シングルなど）
- AKB48
  - ひこうき雲（編曲）
  - ご機嫌ななめなマーメイド（編曲）
  - キスして損しちゃった（編曲）
  - アイドルの夜明け（編曲）
  - みなさんもご一緒に（編曲）
  - 残念少女（作曲・編曲）
  - 好きと言えば良かった（編曲）
  - 逆上がり（編曲）
  - 虫のバラード（編曲）
  - ファンレター（編曲）
  - ごめんね ジュエル（編曲）
  - おしべとめしべと夜の蝶々（編曲）
  - シャムネコ（編曲）
  - 愛のストリッパー（編曲）
  - キャンディー（編曲）
  - 僕たちの紙飛行機（編曲）
  - ロマンスかくれんぼ（編曲）
  - 彼女になれますか?（作曲・編曲）
  - 明日のためにキスを（編曲）
  - 引っ越しました（編曲）
  - 檸檬の年頃（編曲）
  - 前人未踏（編曲）
  - 愛しさのアクセル（作曲・編曲）
  - 命の意味（編曲）
  - Pioneer（作曲・編曲）
  - 水曜日のアリス（編曲）
  - 思い出す度につらくなる（編曲）
  - お手上げララバイ（編曲）
  - 旅立ちのとき（編曲）
  - Baby! Baby! Baby! 〜情熱の祈りバージョン〜（編曲）
  - 109（マルキュー）（編曲）
  - 桜色の空の下で（編曲）
  - FIRST LOVE（編曲）
  - 言い訳Maybe（編曲）
  - 君のことが好きだから（編曲）
  - マジスカロックンロール（編曲）
  - 遠距離ポスター（編曲）
  - 君と虹と太陽と（編曲）
  - 世界中の雨（編曲）
  - ラッキーセブン（編曲）
  - 泣ける場所（編曲）
  - ALIVE（編曲）
  - ラブ・ジャンプ（編曲）
  - 桜の木になろう（編曲）
  - 偶然の十字路（編曲）
  - 黄金センター（編曲）
  - 初恋は実らない（編曲）
  - 少女たちよ（編曲）
  - 僕にできること（編曲）
  - 青春と気づかないまま（編曲）
  - 風は吹いている（編曲）
  - 蕾たち（編曲）
  - 呼び捨てファンタジー（編曲）
  - 走れ!ペンギン（編曲）
  - GIVE ME FIVE!（編曲）
  - NEW SHIP（編曲）
  - ユングやフロイトの場合（編曲）
  - ちょうだい、ダーリン!（編曲）
  - ぐぐたすの空（編曲）
  - 君のために僕は…（編曲）
  - 3つの涙（編曲）
  - 行ってらっしゃい（編曲）
  - 家出の夜（編曲）
  - 青空よ 寂しくないか?（編曲）
  - 私たちのReason（編曲）
  - 永遠より続くように（編曲）
  - So long !（編曲）
  - 強い花（編曲）
  - そこで犬のうんち踏んじゃうかね?（編曲）
  - 掌が語ること（編曲）
  - LOVE修行（編曲）
  - イキルコト（編曲）
  - キミが思ってるより…（編曲）
  - 愛の意味を考えてみた（編曲）
  - 女神はどこで微笑む?（編曲）
  - 快速と動体視力（編曲）
  - 君だけにChu!Chu!Chu!（編曲）
  - 君の瞳はプラネタリウム（編曲）
  - 鈴懸の木の道で「君の微笑みを夢に見る」と言ってしまったら僕たちの関係はどう変わってしまうのか、僕なりに何日か考えた上でのやや気恥ずかしい結論のようなもの（編曲）
  - After rain（編曲）
  - 散ればいいのに…（編曲）
  - 共犯者（編曲）
  - KONJO（編曲）
  - Bガーデン（編曲）
  - 2人はデキテル（編曲）
  - 47の素敵な街へ（編曲）
  - 今、Happy（編曲）
  - 春風ピアニッシモ（編曲）
  - パナマ運河（編曲）
  - 最初の愛の物語（編曲）
  - ヤンキーロック（編曲）
  - バレバレ節（編曲）
  - 君にウェディングドレスを…（編曲）
  - 一生の間に何人と出逢えるのだろう（編曲）
  - ほっぺ、ツネル（編曲）
  - 背中言葉（編曲）
  - さっきまではアイスティー（編曲）
  - 金の羽根を持つ人よ（編曲）
  - 君はメロディー（編曲）
  - 夢へのルート（編曲）
  - しあわせを分けなさい（編曲）
  - 2016年のInvitation（編曲）
  - 思春期のアドレナリン（編曲）
  - ハッピーエンド（編曲）
  - 逆さ坂（編曲）
  - あの日の自分（編曲）
  - あの頃の五百円玉（編曲）
  - ギブアップはしない（編曲）
  - クサイモノだらけ（編曲）
  - 離れていても（編曲）
  - 壊さなきゃいけないもの（編曲）
  - Sugar night（編曲）
  - どうしても君が好きだ（編曲）
  - 最後の最後まで（編曲）
  - まさかのConfession（編曲）

- SKE48
  - チャイムはLOVE SONG（編曲）
  - この胸のバーコード（編曲）
  - Innocence（編曲）
  - 制服の芽（作曲・編曲）
  - 思い出以上（作曲・編曲）
  - 仲間の歌（編曲）
  - 楽園の階段（編曲）
  - 兆し（編曲）
  - フィンランド・ミラクル（編曲）
  - 握手の愛（編曲）
  - 強き者よ（編曲）
  - 青空片想い（編曲）
  - バンザイVenus（編曲）
  - 愛の数（編曲）
  - ときめきの足跡（編曲）
  - 歌おうよ、僕たちの校歌（編曲）
  - 寡黙な月（編曲）
  - 目が痛いくらい晴れた空（編曲）
  - なんて銀河は明るいのだろう（編曲）
  - あうんのキス（編曲）
  - その先に君がいた（編曲）
  - あっという間の少女（編曲）
  - 2人だけのパレード（編曲）
  - バンドをやろうよ（編曲）
  - 夕立の前（編曲）
  - ずっとずっと先の今日（編曲）
  - 道は なぜ続くのか?（編曲）
  - 僕らの絆（編曲）
  - 不器用太陽（編曲）
  - 青春カレーライス（編曲）
  - 愛のルール（編曲）
  - 世界が泣いてるなら（編曲）
  - 焦燥がこの僕をだめにする（編曲）
  - 素敵な罪悪感（作曲・編曲）
  - Gonna Jump（編曲）
  - キスポジション（編曲）
  - 窓際LOVER（編曲）
  - ハッピーランキング（編曲）
  - サヨナラが美しくて（編曲）
  - 制服を脱ぎたくなって来た（編曲）
  - ホライズン（編曲）
  - 円を描く（編曲）
  - Parting shot（編曲）
  - 音の割れたチャイム（編曲）
  - 青空片想い（2021 ver.）（編曲）
  - 私の歩き方（編曲）

- NMB48
  - 青い月が見てるから（編曲）
  - 夢のdead body（編曲）
  - 情熱ハイウェイ（編曲）
  - 青春のラップタイム（編曲）
  - 僕が負けた夏（編曲）
  - 三日月の背中（作曲・編曲）
  - 僕は待ってる（編曲）
  - 嘘の天秤（編曲）
  - 場当たりGO!（編曲）
  - 恋愛のスピード（編曲）
  - 初恋の行方とプレイボール（編曲）
  - 理不尽ボール（編曲）
  - わるきー（編曲）
  - 僕らのレガッタ（編曲）
  - 北川謙二（編曲）
  - インゴール（編曲）
  - なめくじハート（編曲）
  - 時間は語り始める（編曲）
  - 傘はいらない（編曲）
  - 水切り（編曲）
  - 山へ行こう（編曲）
  - 君にヤラレタ（編曲）
  - 抱きしめたいけど（編曲）
  - らしくない（編曲）
  - ハート、叫ぶ。（編曲）
  - Good-bye, Guitar（編曲）
  - 道頓堀よ、泣かせてくれ!（編曲）
  - 儚い物語（編曲）
  - Let it snow !（編曲）
  - 孤独ギター（編曲）
  - サササ サイコー!（編曲）
  - 忘れて欲しい（編曲）
  - アップデート（編曲）
  - 初恋至上主義（編曲）
  - 恋なんかNo thank you!（編曲）
  - いつもの椅子（編曲）
  - 想像のピストル（編曲）
  - 恋のヘタレ（編曲）
  - これが愛なのか?（編曲）
  - 夕陽はどこへ行く?（編曲）
  - 風車（編曲）

- HKT48
  - 制服のバンビ（編曲）
  - 希望の海流（編曲）
  - ウインクは3回（編曲）
  - 桜、みんなで食べた（編曲）
  - 君のことが好きやけん（編曲）
  - 控えめI love you !（編曲）
  - 生意気リップス（編曲）
  - 大人列車（編曲）
  - 12秒（編曲）
  - カメレオン女子高生（編曲）
  - いじわるチュー（編曲）
  - 74億分の1の君へ（編曲）
  - 最高かよ（編曲）
  - 夜空の月を飲み込もう（編曲）
  - 隣の彼はカッコよく見える（編曲）
  - ぶっ倒れるまで（編曲）
  - Just a moment（編曲）
  - おしゃべりジュークボックス（編曲）
  - 君とどこかへ行きたい（編曲）
  - 思い出にするにはまだ早すぎる（編曲）

- NGT48
  - みどりと森の運動公園（編曲）
  - 渡り鳥たちに空は見えない（編曲）
  - 僕はもう少年ではなくなった（編曲）
  - もう一度 手を繋ぎたい（編曲）
  - 境界線（編曲）

- STU48
  - ペダルと車輪と来た道と（編曲）
  - 大好きな人（編曲）
  - 青い檸檬（編曲）
  - 思い出せる恋をしよう（編曲）
  - 短日植物（編曲）
  - そして僕は僕じゃなくなる（編曲）
  - ヘタレたちよ（編曲）
  - 楡の木陰の下で（編曲）
  - Sweaty Smell（編曲）

- SDN48
  - I'm sure.（編曲）
  - ヴァンパイア計画（編曲）
  - 孤独なランナー（編曲）
  - 口説きながら麻布十番 duet with みの もんた（編曲）
  - 終わらないアンコール（編曲）
  - 1ガロンの汗（編曲）

- 渡り廊下走り隊
  - 青い未来（編曲）

- ノースリーブス
  - キスの流星（編曲）
  - バスストップ（編曲）
  - モノズキ1号（作曲)
  - 唇 触れず…（編曲）

- フレンチ・キス
  - ある秋の日のこと（編曲）
  - サヨナラをあと何回…（編曲）
  - 2人だけの記憶（編曲）

- Not yet
  - ひらひら（編曲）
  - 波乗りかき氷（編曲）
  - フェルメールの手紙（作曲・編曲）
  - 僕たちのオフショア（編曲）
  - 西瓜BABY（編曲）
  - 希望の花（編曲）
  - 不毛な夜（編曲）
  - guilty love（編曲）
  - 見えない空はいつでも青い（編曲）
  - ヒリヒリの花（編曲）
  - もしも、手を繋いでいたら（編曲）

- NO NAME
  - 希望について（編曲）
  - 虹の列車（編曲）

- 指原莉乃 with アンリレ
  - 意気地なしマスカレード（編曲）

- チームZ
  - 恋のお縄（作曲・編曲）

- ラブ・クレッシェンド
  - コップの中の木漏れ日（編曲）
  - だって 雨じゃない?（編曲）

- kissの天ぷら
  - 僕たちの地球（編曲）

- 前田敦子
  - 頬杖とカフェ・マキアート（編曲）
  - 畳（編曲）
  - 桜の花びら〜前田敦子 solo ver.〜（編曲）
  - ズブロッカとハーフムーン（編曲）
  - 絶望の入り口（編曲）

- 高橋みなみ
  - Jane Doe（編曲）
  - 錆びたロック（編曲）
  - 孤独は傷つかない（編曲）
  - 瞳の扉（2017 ver.）（編曲）

- 渡辺麻友
  - 新宿優等生（編曲）
  - 大人ジェリービーンズ（編曲）
  - 残念少女 -渡辺麻友 Ver.-（作曲・編曲）
  - 恋を踏んじゃった（編曲）
  - 紛らしている（編曲）

- 岩佐美咲
  - 無人駅（編曲）
  - ヘビーローテーション〈演歌バージョン〉（編曲）
  - もしも私が空に住んでいたら（編曲）
  - フライングゲット〈演歌バージョン〉（編曲）
  - ブルー・ライト・ヨコハマ（編曲）
  - 愛のままで…（編曲）
  - ラヴ・イズ・オーヴァー（編曲）
  - 鞆の浦慕情（編曲）
  - 初酒（編曲）
  - ごめんね東京（編曲）
  - ハロウィン・ナイト <演歌バージョン>（編曲）
  - 川の流れのように（編曲）
  - 鯖街道（編曲）
  - 佐渡の鬼太鼓（編曲）
  - 下町の太陽（編曲）
  - 夢芝居（編曲）
  - 空港（編曲）
  - 恋の終わり三軒茶屋（編曲）
  - 右手と左手のブルース（編曲）
  - アキラ（編曲）
  - マッチ（編曲）

- 河西智美
  - Enjoy your life!（編曲）
  - それでも…（編曲）
  - ぎゅっと!（編曲）

- 倉持明日香
  - 偶然の味方（編曲）

- 松村香織
  - マツムラブ!（編曲）

- 乃木坂46
  - 会いたかったかもしれない（編曲）
  - 遠回りの愛情（編曲）
  - なぞの落書き（編曲）
  - もう少しの夢（編曲）
  - 光合成希望（編曲）
  - 当たり障りのない話（編曲）
  - 君が扇いでくれた（編曲）
  - ジコチューで行こう!（編曲）
  - ありがちな恋愛（編曲）
  - Sing Out!（編曲）
  - 僕の思い込み（編曲）
  - ざぶんざざぶん（編曲）
  - やさしいだけなら（編曲）
  - ゆっくりと咲く花（編曲）
  - あなたからの卒業（編曲）
  - 手ごねハンバーグ（編曲）
  - 夏桜（編曲）
  - チートデイ（編曲）
  - 落とし物（編曲）

- 欅坂46
  - 世界には愛しかない（編曲）
  - チューニング（編曲）
  - 避雷針（編曲）
  - ゼンマイ仕掛けの夢（編曲）

- 櫻坂46
  - Nobody's fault（編曲）
  - 行かないで（編曲）
  - 君のことを想いながら（編曲）

- 日向坂46
  - ひらがなけやき（編曲）
  - 誰よりも高く跳べ!（編曲）
  - 嘆きのDelete（編曲）
  - 卒業写真だけが知ってる（編曲）

- 僕が見たかった青空
  - 卒業まで（編曲）

- ラストアイドル
  - 失恋乾杯（Love Cocchi）（編曲）
  - 大人サバイバー（編曲）
  - 愛を知る（編曲）
  - 僕たちは空を見る（編曲）

- 22/7
  - 僕は存在していなかった（編曲）
  - 地下鉄抵抗主義（編曲）
  - 僕が持ってるものなら（編曲）
  - イングリッシュ・ゴールデンレトリバー（編曲）

- ≒JOY
  - いま、月は満ちる（編曲）

- ザ・コインロッカーズ
  - 永遠の記憶（編曲）

- キョコロヒー
  - まぬけのうた（編曲）

- 内田裕也
  - Satisfied（編曲）
- 内田裕也 feat.指原莉乃
  - シェキナベイベー（編曲）

- Chako
  - 愛香る街（作曲・編曲）
  - Feel your flavor（作曲・編曲）
  - Precious Stone（作曲・編曲）
  - Going to Heaven（作曲・編曲）
  - ホワイト.イヴ 〜CHRISTMAS MELODY〜（作曲・編曲）
  - Black Velvet（作曲・編曲）

- JY
  - さよなら私の少女（編曲）

- おぐまなみ
  - かたつむり（編曲）

- マッチョ29
  - Training Fighter（作曲・編曲）

- 加藤英美里
  - 笑顔のかたち（作曲・編曲）
  - ふわふわ（作曲・編曲）

- 高橋直純
  - 無敵なsmile（編曲）
  - 自転車に乗って（編曲）
  - 月の虹（編曲）
  - てのひら（編曲）
  - 君と…（編曲）
  - PE∀CE（編曲）
  - BRIDGE（編曲）
  - ロケット（編曲）
  - フラグオン -white snow ver.-（編曲）
  - おかえり･･･（編曲）
  - 風になって（編曲）
  - もしも…（編曲）
  - パレット（編曲）
  - タイムカプセル（編曲）
  - 歩いて帰ろう（編曲）
  - あの丘へ（作曲・編曲）
  - 君のポシェットに入りたい（作曲・編曲）
  - Colors -overture-（編曲）
  - 花言葉（編曲）
  - 好きなのに。（編曲）
  - 遠くまで〜infinity〜（Piano Ver.）（編曲）
  - 遠くまで〜infinity〜（オルゴール Ver.）（編曲）

- 盛岡冷麺
  - じんじゃーまんの唄（作曲・編曲）
  - かくしあじ　ぶるーす（作曲・編曲）
  - スブタにパイナップル（作曲・編曲）

- 星の少女tai
  - 未来色の約束（作曲・編曲）

- 村井理沙子
  - LUCY（作曲・編曲）

- 氷川きよし
  - 男花（編曲）
  - Happy!（編曲）
  - Walk（編曲）
  - 僕と私の1ページ（編曲）

- 富樫美鈴
  - ハテ・サテ・ミライ（作曲・編曲）

- 風見しんご
  - ゆるら（作曲・編曲）
  - 今さら Fall in love（編曲）

- AI美空ひばり
  - あれから（編曲）

- ブルーベリーソーダ
  - 天使が通る（編曲）

- 歌：小石川鈴（CV：清水愛）
  - ココロのハネ〜I can fly!〜（作曲・編曲）
- 歌：谷中妙（CV：沢城みゆき）
  - マーガレットの心（作曲・編曲）
- 歌：内藤晶（CV：野田順子）
  - Digital Emotion（作曲・編曲）